# Bien-être subjectif
 (avril 2024).
La mise en forme du texte ne suit pas les recommandations de Wikipédia : il faut le « wikifier ».
Les points d'amélioration suivants sont les cas les plus fréquents. Le détail des points à revoir est peut-être précisé sur la page de discussion.
- Les titres sont pré-formatés par le logiciel. Ils ne sont ni en capitales, ni en gras.
- Le texte ne doit pas être écrit en capitales (les noms de famille non plus), ni en gras, ni en italique, ni en « petit »…
- Le gras n'est utilisé que pour surligner le titre de l'article dans l'introduction, une seule fois.
- L'italique est rarement utilisé : mots en langue étrangère, titres d'œuvres, noms de bateaux, etc.
- Les citations ne sont pas en italique mais en corps de texte normal. Elles sont entourées par des guillemets français : « et ».
- Les listes à puces sont à éviter, des paragraphes rédigés étant largement préférés. Les tableaux sont à réserver à la présentation de données structurées (résultats, etc.).
- Les appels de note de bas de page (petits chiffres en exposant, introduits par l'outil «  Source ») sont à placer entre la fin de phrase et le point final[comme ça].
- Les liens internes (vers d'autres articles de Wikipédia) sont à choisir avec parcimonie. Créez des liens vers des articles approfondissant le sujet. Les termes génériques sans rapport avec le sujet sont à éviter, ainsi que les répétitions de liens vers un même terme.
- Les liens externes sont à placer uniquement dans une section « Liens externes », à la fin de l'article. Ces liens sont à choisir avec parcimonie suivant les règles définies. Si un lien sert de source à l'article, son insertion dans le texte est à faire par les notes de bas de page.
- La présentation des références doit suivre les conventions bibliographiques. Il est recommandé d'utiliser les modèles {{Ouvrage}}, {{Chapitre}}, {{Article}}, {{Lien web}} et/ou {{Bibliographie}}. Le mode d'édition visuel peut mettre en forme automatiquement les références.
- Insérer une infobox (cadre d'informations à droite) n'est pas obligatoire pour parachever la mise en page.

Pour une aide détaillée, merci de consulter Aide:Wikification.
Si vous pensez que ces points ont été résolus, vous pouvez retirer ce bandeau et améliorer la mise en forme d'un autre article.
Le bien-être subjectif, en anglais subjective well-being (SWB), est une mesure du bien-être autodéclarée, généralement obtenue à l'aide d'un questionnaire,.
En 1984, Ed Diener a proposé un modèle de bien-être subjectif composé de trois éléments, il décrit la façon dont les gens perçoivent la qualité de leur vie et comprend à la fois les réactions émotionnelles et les jugements cognitifs. Il postule « trois composantes distinctes mais souvent liées du bien-être : les affect positifs fréquents, les affect négatifs peu fréquents et les évaluations cognitives telles que la satisfaction de vie »,. Le bien-être subjectif est une notion globale qui englobe des éléments tels que « des niveaux élevés d'émotions et d'humeurs agréables, des niveaux faibles d'émotions et d'humeurs négatives et une grande satisfaction de vie ». Le bien-être subjectif peut être considéré comme « un domaine général d’intérêt scientifique plutôt qu’un seul concept spécifique ».
Le bien-être subjectif est une des définitions possibles du bonheur. Il englobe les humeurs et les émotions ainsi que les auto-évaluations de la satisfaction d'une personne dans des domaines généraux et spécifiques de sa vie.
Le bien-être subjectif a tendance à être stable dans le temps et il est fortement lié aux traits de personnalité, sa composante émotionnelle peut être affectée par les situations. Le début de la pandémie de COVID-19, par exemple, a réduit le bien-être émotionnel de 74 %. Il est prouvé que la santé et le bien-être corporel peuvent s'influencer mutuellement, car une bonne santé tend à être associée à un plus grand bonheur, et un certain nombre d'études ont montré que les émotions positives et l'optimisme peuvent avoir une influence bénéfique sur la santé.

## Composants du bien-être subjectif
On reconnait généralement trois composantes du bien-être subjectif : l’affect (mesures hédoniques), la satisfaction de vie (mesures cognitives) et l’eudaimonia (un sentiment de sens et de but). Les recherches actuelles mettent en avant l'importance d'une évaluation minutieuse du bien-être social dans une société, en analysant l'influence de chaque aspect du bien-être social sur l'individu.

### Affect
L’affect désigne les émotions, les humeurs et les sentiments ressentis par une personne, pouvant être positifs, négatifs ou une combinaison des deux. Certaines recherches suggèrent que les sentiments de récompense diffèrent des émotions positives et négatives. La recherche reconnaît également que les approches affectives peuvent être similaires dans l'évaluation du bien-être subjectif chez les enfants et les adultes.

### Satisfaction de vie
La satisfaction de vie, qui évalue la qualité de vie d'une personne, et la satisfaction dans des domaines spécifiques de la vie (comme la satisfaction au travail) sont considérées comme des composantes cognitives du bien-être subjectif. Le terme « bonheur » est parfois utilisé pour décrire le bien-être subjectif et peut être défini de différentes manières, notamment comme la satisfaction des désirs et des objectifs, la prépondérance des émotions positives sur les émotions négatives, le contentement, ou un « état d'humeur cohérent et optimiste ». Il peut aussi refléter une évaluation émotionnelle de la vie dans son ensemble. La satisfaction de vie est souvent vue comme la composante « stable » de la vie d’une personne. Les aspects affectifs du bien-être subjectif comprennent des états émotionnels momentanés ainsi que des humeurs et tendances plus durables, reflétant les effets positifs ou négatifs ressentis sur une période donnée. La satisfaction de vie et le bonheur sont généralement considérés sur le long terme, parfois sur toute la durée de la vie. La « qualité de vie » est une autre conceptualisation du bien-être subjectif, englobant souvent plusieurs domaines de la vie et incluant des aspects à la fois subjectifs et objectifs.

### Eudaimonia
Les mesures eudémoniques visent à évaluer des aspects comme la vertu et la sagesse ainsi que des concepts liés à l'accomplissement de notre potentiel tels que le sens, le but et l'épanouissement. Les mesures eudémoniques sont souvent considérées comme une composante essentielle du bien-être subjectif, en particulier dans le domaine de la psychologie positive. Cependant, il reste incertain si les mesures de sens sont véritablement des indicateurs du bien-être, et il existe peu de données solides à ce sujet. La fiabilité des mesures eudémoniques du bien-être n'a pas encore été établie, et des recherches supplémentaires sont nécessaires pour renforcer la crédibilité des méthodes d'évaluation utilisant ces composante. Alors que la recherche interdisciplinaire se développe, une meilleure compréhension des expériences eudémoniques jusqu'ici sous-estimées pourrait émerger grâce à des approches de recherche plus robustes. L'importance d'évaluer l'eudaimonia  pour saisir le bien-être subjectif peut être observée dès les études menées auprès des élèves du primaire.

## Mesurer le bien-être subjectif
La satisfaction de vie et l’équilibre affectif sont habituellement évalués de manière distincte et indépendante.
- La satisfaction de vie est généralement mesurée à l’aide d’une méthode d’auto-évaluation, souvent à l'aide de questionnaires standard. Cette méthode est largement utilisée dans la recherche sur le bien-être subjectif[12].
- De même, l'équilibre affectif est souvent évalué par auto-évaluation, par exemple à travers des outils tels que le PANAS (Positive Affect Negative Affect Schedule)[21].

Parfois, une seule question sur le bien-être subjectif cherche à obtenir un tableau global. Par exemple, le Rapport mondial sur le bonheur utilise l'échelle de Cantril, où les personnes interrogées sont invitées à évaluer leur vie actuelle sur une échelle de 0 à 10, en considérant 10 comme la meilleure vie possible et 0 comme la pire vie possible.
Le problème  avec ces mesures de satisfaction de vie et d'équilibre affectif réside dans leur nature d'auto-évaluation. Ce type de mesure peut être affecté par des biais tels que la dissimulation ou la non-révélation de la vérité par les personnes participantes aux enquêtes. Elles peuvent choisir de ne pas divulguer certaines informations par gêne ou pour répondre aux attentes perçues du chercheur. Afin d'obtenir des résultats plus précis, d'autres méthodes de mesure ont été explorées pour évaluer le bien-être subjectif.
Une méthode pour corroborer ou confirmer que les résultats des auto-évaluations sont exactes consiste à utiliser les déclarations des proches de la personne interrogée. Les questionnaires sont adressés aux proches et à la famille du participant et il leur est demandé de remplir une enquête, étude qualitative, ou un formulaire demandant l'humeur, les émotions et le mode de vie général des participants. Par exemple, un participant pourrait s'auto-évaluer comme très heureux, mais ses proches pourraient décrire une humeur dépressive. De telles contradictions dans les résultats soulignent l'importance de cette méthode pour corriger les éventuels biais des auto-évaluations, bien que les questionnaires destinés aux proches ne soient pas toujours fiables pour évaluer le bien-être subjectif des enfants.
Une autre approche pour obtenir des résultats plus précis est l'utilisation de la méthode d'échantillonnage d'expérience. Dans le cadre de cette méthode, les personnes participantes reçoivent un bipeur, un dispositif d'alerte, qui sonnera de manière aléatoire tout au long de la journée. Chaque fois que le bipeur retentit, elles arrêteront ce qu'elles font et enregistreront l'activité dans laquelle elles sont actuellement engagées ainsi que leur humeur et leurs sentiments actuels. Le suivi sur une période d'une semaine ou d'un mois permettra à l'équipe de recherche de mieux comprendre les véritables émotions, humeurs et sentiments ressentis par les personnes participantes, ainsi que la manière dont ces facteurs interagissent avec d'autres pensées et comportements. Cette approche peut fournir des indicateurs fiables sur la manière dont le bien-être subjectif est influencé quotidiennement. Une autre méthode pour garantir la validité est la méthode de reconstruction de la journée (Day Reconstruction Method). Avec cette méthode, les personnes participantes remplissent un journal des activités des jours précédents où elles décrivent aussi leurs émotions. Cette méthode permet également d'obtenir des données plus précises sur leurs sentiments et leur humeur. En combinant ces méthodes avec les auto-évaluations, les chercheurs peuvent obtenir des résultats plus complets et valides pour évaluer le bien-être subjectif. Une personne qui a un niveau élevé de satisfaction dans la vie et un équilibre affectif positif a un niveau élevé de bien-être subjectif.